# 휴먼 토치
휴먼 토치(Human Torch)는 마블 코믹스 세계관의 등장인물로, 슈퍼히어로이다. 슈퍼히어로팀인 판타스틱 4의 일원으로, 스탠 리와 잭 커비에 의해 창조되어 판타스틱 #1 (1961년 11월)에 처음 등장했다.
2005년 영화 《판타스틱 4》에서는 크리스 에반스가 휴먼 토치 역을 맡았고 2015년 영화 《판타스틱 4》에서는 마이클 B. 조던이 연기를 하였다. 불의 몸으로 변할 수 있다.